# Henri Coursaget
Henri Baptiste Barthélémy Coursaget, né le 27 avril 1924 à Confolens où il est mort le 21 mars 2011, est une personnalité culturelle de Poitou-Charentes. Résistant entre 1940 et 1944, puis pharmacien et sapeur-pompier volontaire, il est président du Festival d'Arts et traditions populaires du monde de Confolens durant 49 ans, de novembre 1958 à septembre 2007. En août 1970, il fonde le Conseil international des organisations de festivals de folklore et d'arts traditionnels, le CIOFF, ONG en relation formelle de consultation avec l'UNESCO. Président d'honneur du CIOFF, Henri Coursaget s'engage en faveur de la promotion de la diversité culturelle sur la scène internationale durant la seconde moitié du XXe siècle,. Surnommé le « Pape du folklore »,, après avoir été reçu en audience par le pape Jean-Paul II, ses deux leitmotivs sont la promotion de la Paix dans le monde et la fraternité entre les peuples. En 1980, L'UNESCO lui décerne la médaille Picasso,, en reconnaissance de sa contribution exceptionnelle aux arts et à la culture.

## Jeunesse
Cadet d'une fratrie de trois, Henri Coursaget naît et grandit à Confolens, où il vit au-dessus de la pharmacie parentale, sur la place de l'hôtel de ville. Il est le frère du scientifique Jean Coursaget.  
Adolescent pendant la Seconde Guerre mondiale, il rejoint le regroupement de résistants du Maquis Foch, rattaché à l'Armée secrète, en juillet 1944 Il participe notamment aux combats d'Ambernac, entre le 26 juillet et le 2 août 1944, lors desquels les résistants du Maquis affrontent les soldats de la 608e division de la Wehrmacht. Seul rescapé de son groupe, il s'interroge longtemps sur la question « Pourquoi moi? » et se jure par la suite de donner un sens  à sa vie. 
Après la guerre, il suit des études de pharmacie et de biologie à Toulouse en vue de reprendre l'officine paternelle à Confolens. Peu studieux, il préfère les cours d'art dramatique de Louis Jouvet, qui le fait entrer dans la compagnie du Grenier de Toulouse. Ce dernier, lui-même diplômé en pharmacie, lui conseille de "[faire] quand même pharmacien, ça pourrait être utile". Henri n'écoute pas ce conseil et néglige ses examens de fin d'année, avant d'être rappelé à l'ordre par son père Gustave. Ses études achevées, il indiquera avoir été inspiré sa vie durant par "la soif insatiable de costumes et de représentation, le sens inné du spectacle, le sentiment écrasant de présentation sur scène" de Louis Jouvet. Devenu pharmacien, il décide d'œuvrer pour la paix en développant des relations internationales grâce à la musique et à la danse.

## Festival de Confolens
Initialement bénévole dans ce festival créé en 1958, H. Coursaget en prend la direction l'année suivante, et assure sa présidence pendant 50 ans.

## Comité international des organisations de festivals de folklore et d'arts traditionnels
À l'occasion de la 15e édition du Festival de Confolens, Henri Coursaget invite des responsables d’arts et traditions populaires de Belgique, Hongrie, Grande-Bretagne, Pays-Bas, Portugal, Suisse, Roumanie, d'URSS et de Yougoslavie, à venir discuter le projet d’une association internationale qui lierait des festivals de folklore dans le monde, avec deux objectifs^: encourager les échanges culturels entre pays, et promouvoir la paix mondiale. Une première réunion a lieu le 8 août 1970 à la mairie de Confolens, et les statuts du Comité international des organisations de festivals de folklore sont déposés le 10 août 1970 à la sous-préfecture de Confolens. Ce comité sera par la suite rebaptisé Conseil international des organisations de festivals de folklore, conservant le sigle CIOFF  
Au cœur de la Guerre froide, Henri Coursaget projette dans le CIOFF un idéal à vocation universelle, la Paix dans le monde. Il la matérialise par un projet concret : des échanges internationaux entre festivals de folklore. Cette double ambition du CIOFF, idéaliste et pragmatique, est résumée dans une expression récurrente : «la fraternité entre les peuples». « Nous poursuivions alors 2 buts », écrit-il : «créer des liens de plus en plus forts avec les différents festivals d’Europe et permettre la venue de groupes plus lointains avec possibilités de tournées», et «par ces échanges de plus en plus nombreux créer une fraternité toujours plus grande et servir la cause de la PAIX».
En 1999, il étend le mouvement du CIOFF à l'Afrique, où 11 pays se fédèrent pour faire vivre la section au niveau local

## Fin de vie
Franc-maçon dans la Grande Loge nationale française, Henri Coursaget crée la loge « Carrefour du monde » à Confolens, où il décède le 21 mars 2011. 
Ses obsèques, célébrées par Monseigneur Claude Dagens, évêque d'Angoulême et membre de l'Académie française, rassemblent plus de 2 000 personnes, aux côtés de groupes de musiciens, de danseurs, de représentants du CIOFF, de l'UNESCO et de politiques venus saluer sa mémoire, sur la place de l'hôtel de ville de Confolens. Le 11 août 2015, cette dernière est rebaptisée place Henri Coursaget.

## Distinctions
- Chevalier de l'ordre national du Mérite. Il est fait chevalier le 10 août 1968[27].
- Chevalier de la Légion d'honneur Il est fait chevalier 7 août 1976[28].
- Officier de l'ordre national du Mérite. Il est fait officier le 17 juillet 1983[29].
- Lieutenant-colonel des Sapeurs-Pompiers[30].

## Filmographie
- 2012 : Henri Coursaget, un citoyen du monde - réalisé par Grégory Maitre - production Showtime Films[31]